# Wyspa Grodzka

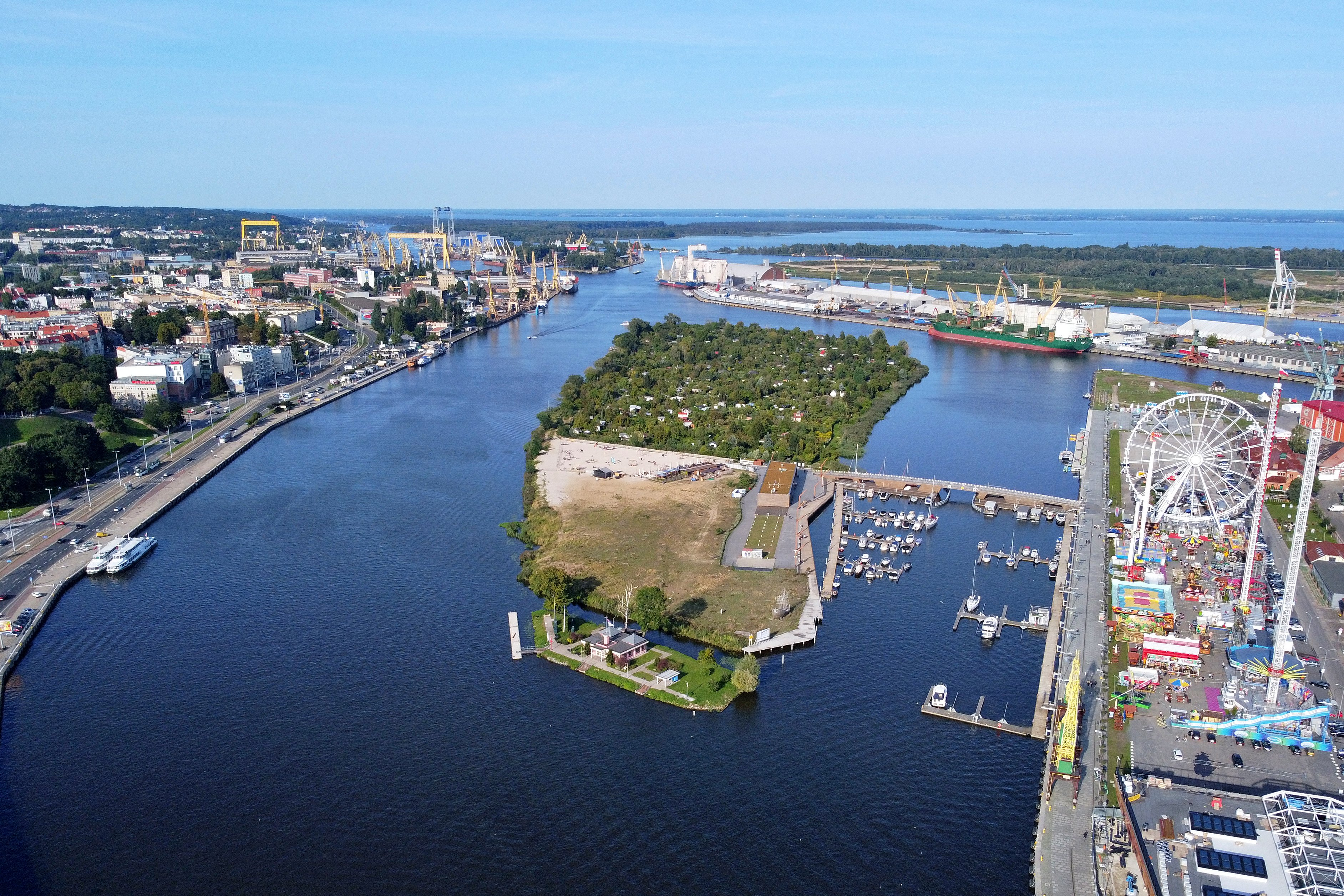
Widok na Odrę (po lewej) i Duńczycę (po prawej) znad estakady Trasy Zamkowej, po lewej stronie Wały Chrobrego, na wprost Bielawa i Wyspa Grodzka, po prawej Łasztownia

Wyspa Grodzka, Grodzka Kępa (do 1945 roku niem. Schlächterwiese) – niezamieszkana wyspa rzeczna na Odrze w Szczecinie, naprzeciwko Wałów Chrobrego. Od południa ograniczona jest Duńczycą, a od wschodu Kanałem Grodzkim, które oddzielają ją od Łasztowni i półwyspu Ewa. Połączona jest mostem zwodzonym z Łasztownią. Zajmuje powierzchnię ok. 15 ha. Niegdyś stanowiła zachodni fragment Ostrowa Grabowskiego. 
Z okresu schyłku neolitu pochodzą ślady penetracji tego terenu przez ludność kultury ceramiki sznurowej w postaci pojedynczych narzędzi krzemiennych charakterystycznych dla tej kultury. Już w średniowieczu obszar dzisiejszej wyspy nosił nazwę Knochen-Hauer-Wiese (Łąka Rzeźników), która wzięła się od rzeźników dokonujących tam uboju bydła na potrzeby miasta. Na początku XVII wieku pomiędzy Odrą a Duńczycą przekopany został niewielki kanał zwany Ochsen Graben (Woli Rów), który nadał pierwszy kształt samodzielnej wyspy. W drugiej połowie XVII wieku niewielkim kanałem odcięto jej południowy cypel, wyłaniając oddzielną wysepkę – Bielawę. W latach 1881-1897 w miejscu Ochsen Graben przekopany został nowy kanał żeglugowy – Kanał Grodzki. Wyspę zaczęto wówczas nazywać Schlächterwiese (Rzeźnicza).
Od końca XVIII wieku wyspę zaczęto wykorzystywać do celów przemysłowych. W 1784 roku uruchomiona została tu kuźnia wytwarzającą kotwice okrętowe, należąca do kowala Johanna Gotfrieda Seydella. W XIX wieku kuźnia przekształciła się w znaczny zakład produkujący kotwice i wyposażenie żelazne statków, który funkcjonował do początków XX wieku. W okresie międzywojennym tereny wyspy wykorzystywane były częściowo na cele sportowe i rekreacyjne. Miały tu swoje siedziby liczne szczecińskie kluby wioślarskie, m.in. RC Triton Stettin, RV Sport-Germania Stettin, Stettiner Damen-Ruderverein, RC Viadrina i Reichspost Stettin 08. Po II wojnie światowej funkcje wyspy nie zmieniły się – utworzono na niej przystań wioślarską AZS Szczecin i siedziby klubów sportów wodnych, a w północnej części wydzielono ogródki działkowe.

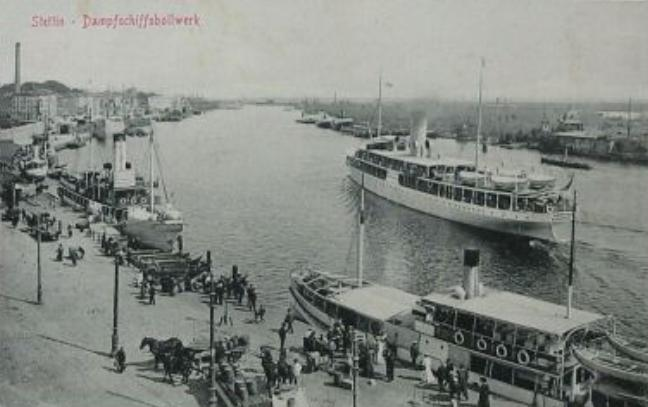
Widok na nabrzeża wzdłuż Odry, Wyspa Grodzka po prawej (ok. 1900 r.)

Na zachodnim brzegu wyspy w dno rzeki wbito charakterystyczny rząd dalb tworzący postojową przystań dalbową „Bielawa” o długości 840 metrów. W północnej części wyspa skomunikowana jest ze stałym lądem za pośrednictwem niewielkiego promu osobowego wykorzystywanego do transportu działkowiczów. W 2013 roku w południowo-wschodniej części wyspy rozpoczęła się budowa portu jachtowego ze 150 miejscami postojowymi. Wycięto wówczas wszystkie drzewa i naniesiono piach, by podwyższyć wyspę, która wcześniej regularnie była zalewana podczas cofek i powodzi. W ramach inwestycji powstał most zwodzony na Duńczycy łączącego Wyspę Grodzką z Łasztownią. 
Obecnie na wyspie Grodzkiej funkcjonuje marina oraz Miejska Strefa Letnia w Szczecinie